# Hermann Samuel Reimarus

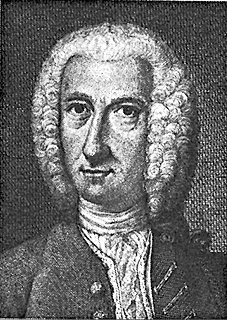
Hermann Samuel Reimarus

Hermann Samuel Reimarus (Hamburgo, 22 de diciembre de 1694-ibidem, 1 de marzo de 1768) fue un catedrático alemán de lenguas orientales. Representante del deísmo y pionero de la crítica bíblica.

## Su vida
Fue el primer hijo de Nicolás y Johanna Reimarus Wetken. Su padre era profesor y su madre pertenecía a una familia respetable de la burguesía hamburguesa. Desde 1708 recibe una educación completa en la escuela del Johanneum de Hamburgo, donde su padre era profesor. A partir de 1710 estudió con el teólogo, latinista y helenista Johann Albert Fabricius en el Akademischen Gymnasium.
En 1714, con diecinueve años, se licenció en Teología, Filosofía y lenguas orientales en la Universidad de Jena. En 1716, con la ayuda de su profesor en Hamburgo Fabricius, se trasladó a Wittenberg, donde obtuvo su doctorado con una tesis sobre Lexicología hebrea y en 1719 se convirtió en el profesor adjunto de Filosofía.
En 1728, con el apoyo de su antiguo profesor Fabricius, aceptó la cátedra de lenguas orientales en el Akademischen Gymnasium de Hamburgo y se casó, ese mismo año, con la hija de Fabricius, Johanna Friederike (1707-1783).
De los siete hijos que tuvieron, solamente tres llegaron a la edad adulta.
Durante cuarenta años, Reimarus permaneció en su cargo de rector en el Akademischen Gymnasium. Durante este periodo escribió una serie de escritos filológicos, teológicos y filosóficos, se convirtió en una persona prominente y respetada, se movió en los círculos ilustrados e hizo contactos con personalidades importantes de su época.

## Obra
En 1734 terminó la traducción y comentarios del libro de Job que Johann Adolf Hoffmann había iniciado anteriormente.
En 1754 publica su obra filosófica Die vornehmsten Wahrheiten der natürlichen Religion (Las verdades más nobles de la religión natural), seguidos de Vernunftlehre als eine Anweisung zum richtigen Gebrauch der Vernunft in der Erkenntnis der Wahrheit, (Razonar la doctrina como una instrucción para el uso correcto de la razón en el conocimiento de la verdad) así como el trabajo Consideraciones generales sobre los instintos de los animales.
Su obra más importante es  Apologie oder Schutzschrift für die vernünftigen Verehrer Gottes (Apología o palabras en defensa de los adoradores racionales de Dios) escrita entre 1736 y 1768, en paralelo a su trabajo oficial, pero que no se atrevió a publicar en vida.
Después de su muerte, el famoso escritor Gotthold Ephraim Lessing, amigo de sus hijos y bibliotecario en la Herzog-August-Bibliothek de Wolfenbüttel, entre 1774 y 1778 publicó en una revista de la Biblioteca, libre de censura, pequeños fragmentos de Die Apologie, bajo el título Fragmente eines Ungenannten (Fragmentos de un desconocido). Para proteger a la familia Reimarus, aparecían los escritos como anónimos. Llegó a publicar siete fragmentos, hasta que fueron prohibidos por las autoridades.
No fue sino hasta 1814, cuando Albert, el hijo de Reimarus, legó el manuscrito completo de la Apología a la Biblioteca de Hamburgo, descubriéndose la identidad del autor. No llegaron a publicarse completamente hasta 1972.

## Opiniones
Se considera que con Reimarus se inicia el movimiento conocido como «búsqueda del Jesús histórico», a mediados del siglo XVIII. Según Reimarus, Jesús de Nazaret no fue un mesías trascendente sino más bien un predicador que anunciaba algo que los judíos esperaban: la cercanía de la llegada del reinado de Dios, que implicaba el final del dominio romano en Judea. Jesús sería más bien un profeta-político proveniente de la casa de David. Pero Jesús fracasó como predicador; no arrastró al pueblo de Israel (los discípulos enviados a predicar no atrajeron a todos ni lograron apoyo masivo tras la entrada de Jesús en Jerusalén, montado en un pollino). Según Reimarus, tras la sorpresa por la muerte del maestro y la paulatina desesperanza por el incumplimiento de la promesa de su pronto regreso, la reacción de los discípulos consistió en construir una segunda idea del reino de Dios. Vale decir: la "salvación" no es algo mundano sino que está ligada a la muerte y resurrección de Jesús, y a la idea apocalíptica de que hay que esperar su retorno, que implicará el final de los tiempos y la verdadera instauración del reino de Dios. Según esta última concepción, el mesías tendría que aparecer dos veces. Primero humildemente, luego en gloriosa majestad sobre las nubes del cielo. Esta era la segunda esperanza mesiánica.
Los discípulos se apoyan en esta segunda idea para inventar la idea de la resurrección y así poder seguir reclutando fieles, que se les unirían bajo la esperanza de una segunda venida. Según Reimarus, los discípulos habrían ocultado el cuerpo de Jesús y esperaron 50 días para comunicar el milagro.
El problema clave que ve Reimarus respecto del cristianismo primitivo es la demora respecto de la parousía o segunda venida del mesías. Esta parusía no es doctrina del maestro sino que era la expectativa de los discípulos. Hay textos que señalan que se esperaba el retorno de Jesús en un muy breve plazo.
El gran mérito de Reimarus fue destacar estas dos fuentes mesiánicas en la mentalidad judía, que él interpretó que se dieron de forma sucesiva: primero bajo la forma de un profeta-político que liberaría al pueblo judío, y, luego, como un mesías escatológico con rasgos espirituales.
La obra de Reimarus se adelantó a su tiempo, y ello la privó de efecto. Hoy se la ve con admiración, como ha señalado Albert Schweitzer, que describe los Fragmentos como "uno de los eventos más grandes en la historia de la crítica histórica" y como "una obra maestra de la literatura". Su ensayo, publicado por Lessing, Sobre el paso de los israelitas a través del mar Rojo "es uno de los más hábiles, ingeniosos y agudos que se hayan escrito", pero no se lo reconoce como fuente de estudio.
La crítica y la rigidez de los teólogos cristianos logró que la obra se enfriara y perdiera todo impacto. Reimarus no dejó ningún discípulo que lo continuara.

## Lista de obras
- Abhandlungen von den vornehmsten Wahrheiten der natürlichen Religion (1754)
- Die Vernunftlehre, als eine Anweisung zum richtigen Gebrauch der Vernunft in der Erkenntnis der Wahrheit (1756)
- Allgemeine Betrachtungen über die Triebe der Thiere, hauptsächlich über ihre Kunsttriebe. Zum Erkenntniss des Zusammenhanges der Welt, des Schöpfers und unser selbst. (1760)
- Apologie oder Schutzschrift für die vernünftigen Verehrer Gottes (Escrita entre 1735-1767/68 y publicada completa por primera vez en 1972, por Gerhard Alexander. Im Insel-Verlag (Frankfurt).)
- Kleine gelehrte Schriften. Vorstufen zur Apologie oder Schutzschrift für die vernünftigen Verehrer Gottes. Editado por Wilhelm Schmidt-Biggemann. Publicación de Joachim-Jungius-Gesellschaft der Wissenschaften Hamburg 79. Vandenhoeck & Ruprecht, Göttingen 1994. (656 pp.) ISBN 3-525-86270-9
- Abhandlungen von den vornehmsten Wahrheiten der natürlichen Religion Quinta edición (704 pp.)